# Jan Lenartz
Jan Lenartz także Jan z Osterwijk (ur. 1504 w Oisterwijk w Holandii, zm. 9 lipca 1572 w Brielle) – kanonik regularny św. Augustyna, męczennik, święty Kościoła katolickiego, jeden z męczenników z Gorkum.
Był dobrze wykształconym kapłanem. Do kanoników regularnych kongregacji z Windesheim wstąpił w Ruggen koło Brielle. Pracował jako spowiednik sióstr w Gorkum, gdy w 1572 władzę w kraju przejęli kalwińscy gezowie. Występowali oni przeciwko hiszpańskim Habsburgom. Kalwiniści zaczęli prześladować katolików, uznając ich za popleczników obcej dominacji.
Jan Lenartz został uwięziony razem z innymi duchownymi z Gorkum, m.in. z grupą franciszkanów, których przełożonym był Mikołaj Pick. Zakonników i księży torturowano i znieważano. Protestanci wyśmiewali osobę Matki Bożej, świętych i papieża. Próbowano wymusić na więźniach odstępstwo od wiary w prawdziwą obecność Chrystusa w Eucharystii i prymat papieża w Kościele. Torturowani nie chcieli wyrzec się wiary katolickiej. Zostali powieszeni, a ich ciała poćwiartowano i zakopano w wykopanych dwóch dołach. Zbrodnia miała miejsce w byłej siedzibie augustianów.
Męczennicy zostali kanonizowani 29 czerwca 1867 przez papieża Piusa IX. Męczennicy z Gorkum, wśród nich św. Jan Lenartz, czczeni są w liturgii Kościoła katolickiego 9 lipca, przede wszystkim w kościołach i parafiach kanoników regularnych.